# Kosciusko megye
Kosciusko megye az Amerikai Egyesült Államokban, azon belül Indiana államban található. Megyeszékhelye és legnagyobb városa Warsaw. Lakosainak száma 80 240 fő (2020. április 1.). Kosciusko megye Elkhart, Wabash, Whitley, Noble, Fulton és Marshall megyékkel határos.

## Népesség
A megye népességének változása:
| Lakosok száma | 77 348 | 77 381 | 77 678 | 77 963 | 78 620 | 80 240 |
|               | 2010   | 2011   | 2012   | 2013   | 2015   | 2020   |